# Tipula bodpa
Tipula bodpa är en tvåvingeart som beskrevs av Edwards 1928. Tipula bodpa ingår i släktet Tipula och familjen storharkrankar. Inga underarter finns listade i Catalogue of Life.